# Brake (Bielefeld)
Brake ist ein Stadtteil von Bielefeld und gehört zum nordöstlichen Stadtbezirk Heepen. Bis 1972 war Brake eine eigenständige Gemeinde im Amt Heepen des Kreises Bielefeld.

## Geographie

### Lage
Die Stadt Bielefeld ist unterhalb der zehn Bezirke nicht weiter in administrative oder politische Einheiten gegliedert. Stadtteile sind in Bielefeld daher nur informelle Teilgebiete, deren Abgrenzung sich meist auf das Gebiet einer Altgemeinde bezieht. Zu statistischen Zwecken ist Bielefeld jedoch in 72 „statistische Bezirke“ eingeteilt. Die Altgemeinde Brake entspricht dabei in etwa den statistischen Bezirken Grafenheide, Welscher und Lämmkenstatt, die heute in etwa die Grenzen des informellen Stadtteils Brake definieren.
Brake liegt auf halbem Wege zwischen den Stadtzentren von Bielefeld und Herford. Am südlichen Rand des Stadtteils fließt von Westen kommend der Johannisbach, der nach der Einmündung der Lutter im Südosten von Brake Aa heißt. Der Punkt, wo die Aa das Gebiet von Brake verlässt, ist mit 73 m ü. NN der tiefstgelegene Punkt und die einzige mit Kanus befahrbare Stelle von Bielefeld. Am westlichen Rand des Stadtteils fließt die Jölle und bildet die Grenze zum Stadtteil Vilsendorf.

### Nachbarorte
| Laar        | Stedefreund                                 | Stedefreund und Elverdissen |
| Vilsendorf  | Kompassrose, die auf Nachbargemeinden zeigt | Elverdissen                 |
| Schildesche | Milse und Baumheide                         | Milse                       |

## Geschichte

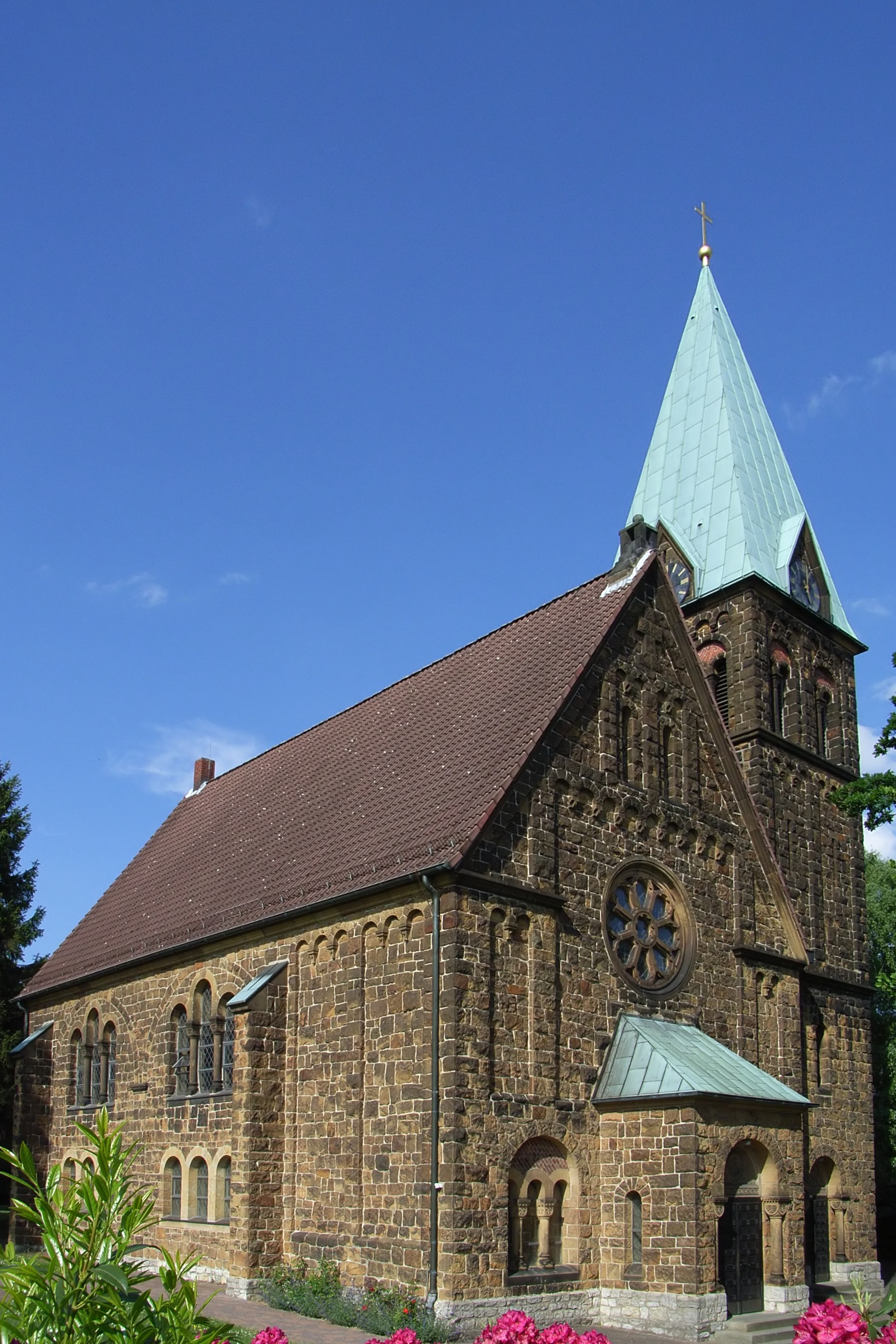
Evangelische Kirche Brake

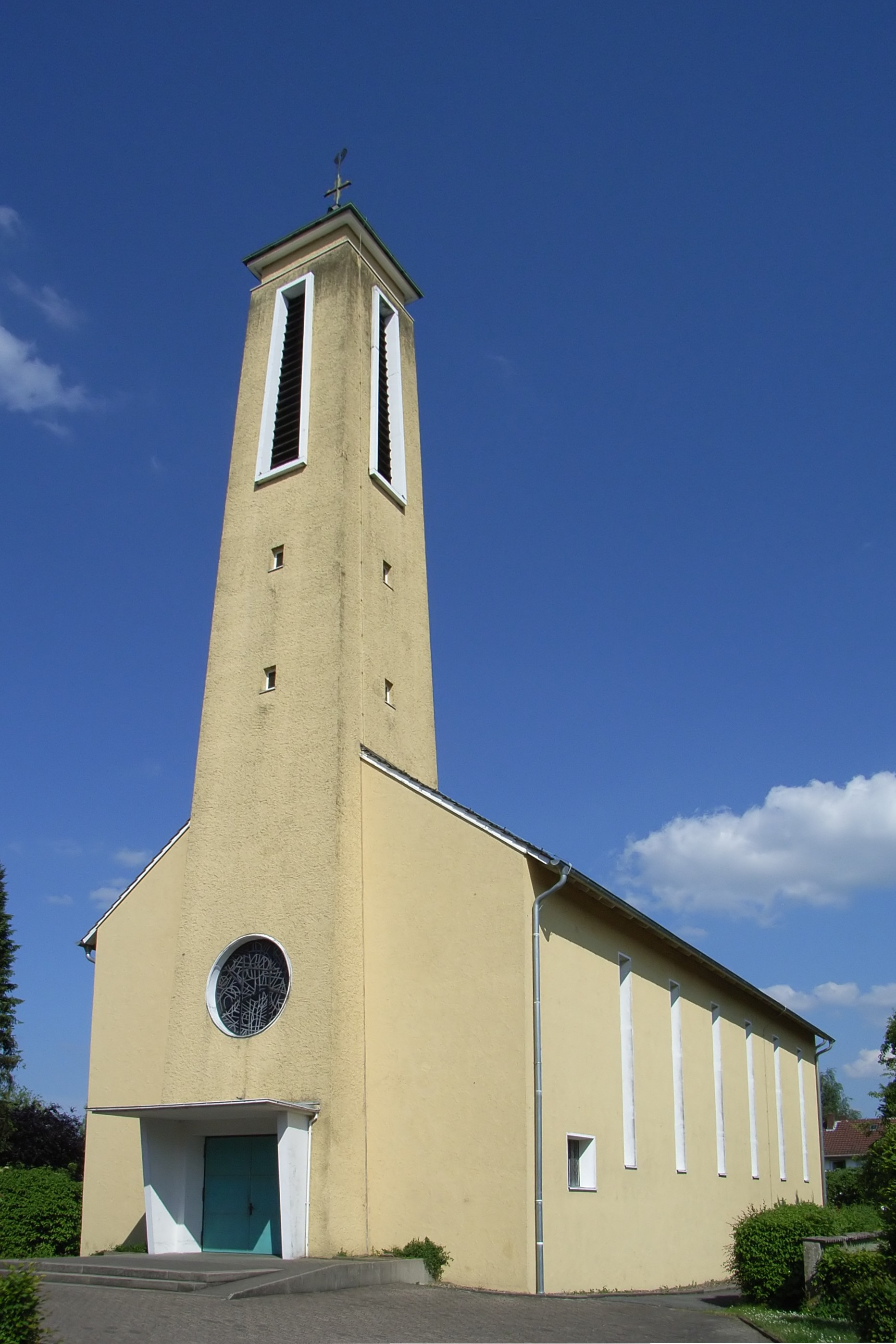
Katholische Heilig-Kreuz-Kirche Brake

### Ortsgeschichte
Als älteste Ansiedlung auf dem Gebiet von Brake wurde um das Jahr 600 herum im Tal des Johannisbaches der Hof Meier zu Jerrendorf errichtet. Dort ließ sich eine Sippe der aus Norden eindringenden Sachsen nieder. 1151 wurde Brake zum ersten Mal urkundlich erwähnt. Seit dem Mittelalter gehörte die Bauerschaft Brake zur Vogtei Schildesche im Amt Sparrenberg der Grafschaft Ravensberg. Während der Napoleonischen Zeit gehörte Brake zunächst von 1807 bis 1810 zum Kanton Schildesche im Königreich Westphalen und dann von 1811 bis 1813 zum Kanton Enger im französischen Departement der Oberen Ems. Nachdem das Ravensberger Land 1813 wieder an Preußen gefallen war, gehörte Brake seit 1816 zum Kreis Bielefeld und darin zunächst zum Verwaltungsbezirk Schildesche, aus dem 1843 das Amt Schildesche wurde.
Der Bau der Köln-Mindener Eisenbahn von 1844 bis 1848 verbesserte die wirtschaftliche Situation in Brake. Am 18. August 1883 erhielt Brake eine Bahnstation. Am Jöllenbecker Mühlenbach stand einst Steinsieks Mühle. Der Fahrradrahmenbauer Rixe ließ sich 1922 in Brake nieder, der in den 1950er-Jahren auch Mopeds und Motorräder herstellte. Das Unternehmen ging in 1984 Konkurs und die Produktionsanlagen wurden nach China verkauft.
Als das Dorf und die Bauerschaft Schildesche am 1. Oktober 1930 in die Stadt Bielefeld eingemeindet wurden, wurde gleichzeitig das Amt Schildesche aufgelöst. Brake erhielt 98 ha der Bauerschaft Schildesche und wurde dem Amt Heepen zugeordnet und um das östlich der Jölle und nördlich des Johannisbachs gelegene Gebiet der Gemeinde Schildesche Bauerschaft erweitert. Im Rahmen der letzten kommunalen Neugliederung des Raums Bielefeld wurde Brake am 1. Januar 1973 nach Bielefeld eingemeindet und gehört seitdem zum Stadtbezirk Heepen.

### Braker Giftmüllskandal
Nachdem 1983 bei Bauarbeiten in einer Wohnsiedlung an der Stedefreunder Straße giftige Schlämme in eine Baugrube eingetreten waren, wurde festgestellt, dass die gesamte Siedlung auf dem Gelände einer Giftmülldeponie errichtet worden war. Der Untergrund war mit schwer flüchtigen Kohlenwasserstoffen und Schwermetallen belastet. Das Gelände wurde in einem Gutachten als „ohne weitere Maßnahmen nicht bewohnbar“ eingestuft.
Die Abfälle waren Anfang der 1960er Jahre auf dem Gelände einer ehemaligen Ziegelei abgelagert worden. Eine ausreichende Sicherung der Deponie war aber unterlassen worden. Trotz der bekannten Belastungen wurde das Gelände 1971/1974 in einen Bebauungsplan einbezogen, der keine hinreichenden Maßnahmen gegen die Altlast vorsah, und nach Verfüllung ab 1979 bebaut.
Im Zuge der folgenden Sicherungsmaßnahmen mussten mehrere Häuser abgerissen werden. Die Anwohner wurden von der Stadt Bielefeld entschädigt. Der Skandal erregte bundesweit mediale Aufmerksamkeit.
Zwei Bielefelder Schüler recherchierten den Braker Giftmüllskandal im Bielefelder Stadtarchiv und führten Gespräche mit Zeitzeugen. Mit ihrer Arbeit nahmen sie am Geschichtswettbewerb des Bundespräsidenten 2010/2011 teil und errangen den ersten Preis auf Ebene des Landes Nordrhein-Westfalen.

### Einwohnerentwicklung
| Jahr | Einwohner | Quelle |
| ---- | --------- | ------ |
| 1799 | 0997      | [ 10 ] |
| 1811 | 1211      | [ 2 ]  |
| 1822 | 1190      | [ 11 ] |
| 1843 | 1291      | [ 4 ]  |
| 1864 | 1119      | [ 12 ] |
| 1885 | 1298      | [ 13 ] |
| 1910 | 2254      | [ 14 ] |
| 1939 | 3884      | [ 15 ] |
| 1950 | 5053      | [ 16 ] |
| 1961 | 5404      | [ 7 ]  |
| 1966 | 6270      | [ 1 ]  |
| 1970 | 6738      | [ 7 ]  |
| 1972 | 7044      | [ 17 ] |
| 2008 | 9262      | [ 18 ] |
| 2019 | 9424      | [ 19 ] |
| 2022 | 9413      | [ 20 ] |
| 2024 | 9356      | [ 21 ] |

## Religion
Kirchlich gehörte Brake früher zum evangelischen Kirchspiel Schildesche. Eine eigene evangelische Kirchengemeinde besitzt Brake seit 1952. Am 13. Juni 1909 wurde die Braker Evangelische Kirche eingeweiht. Daneben besteht in Brake heute auch die katholische Kirchengemeinde Maria Königin mit der Heilig-Kreuz-Kirche und seit 1930 die Neuapostolische Kirche.

## Kultur und Sehenswürdigkeiten

### Bauwerke
Der Hof Meyer zu Jerrendorf am Jerrendorfweg 2, dessen Ursprünge bis in das Jahr 600 zurückreichen, ist die älteste Ansiedlung von Brake. Die Evangelische Kirche an der Braker Straße ist das Wahrzeichen von Brake.

### Grünflächen und Naherholung

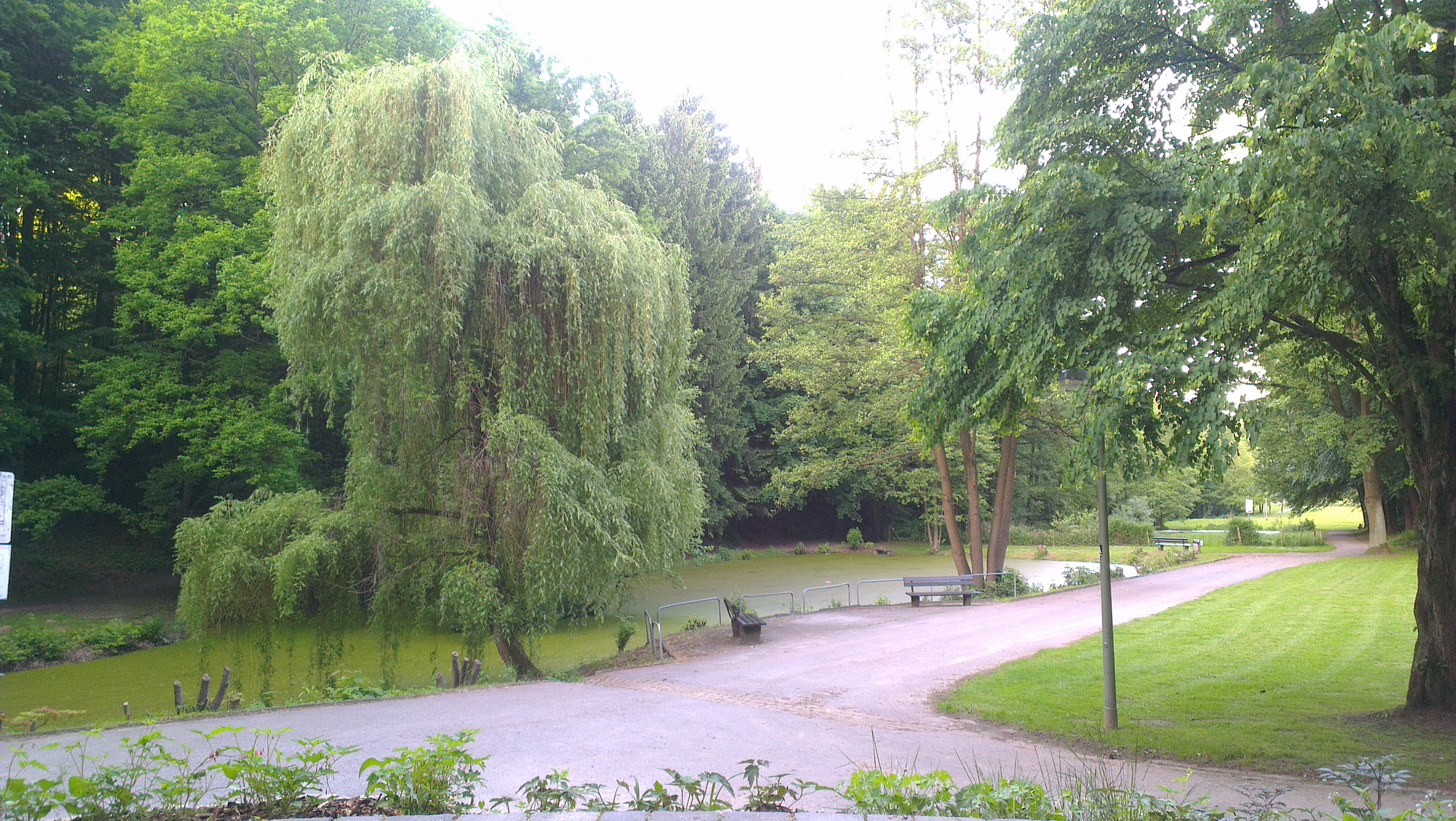
Der sechste der Sieben-Teiche

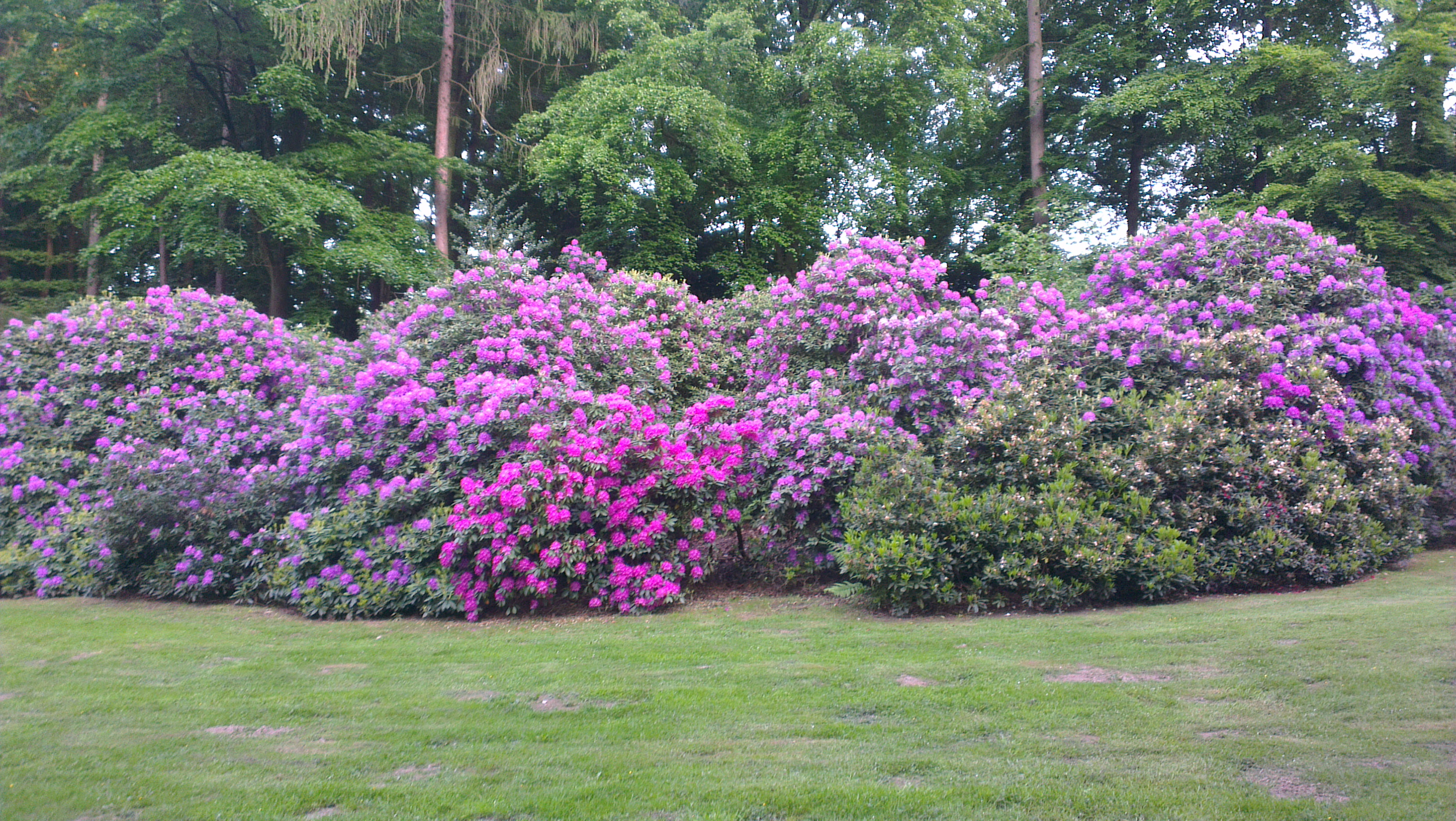
Rhododendren im Park Brake

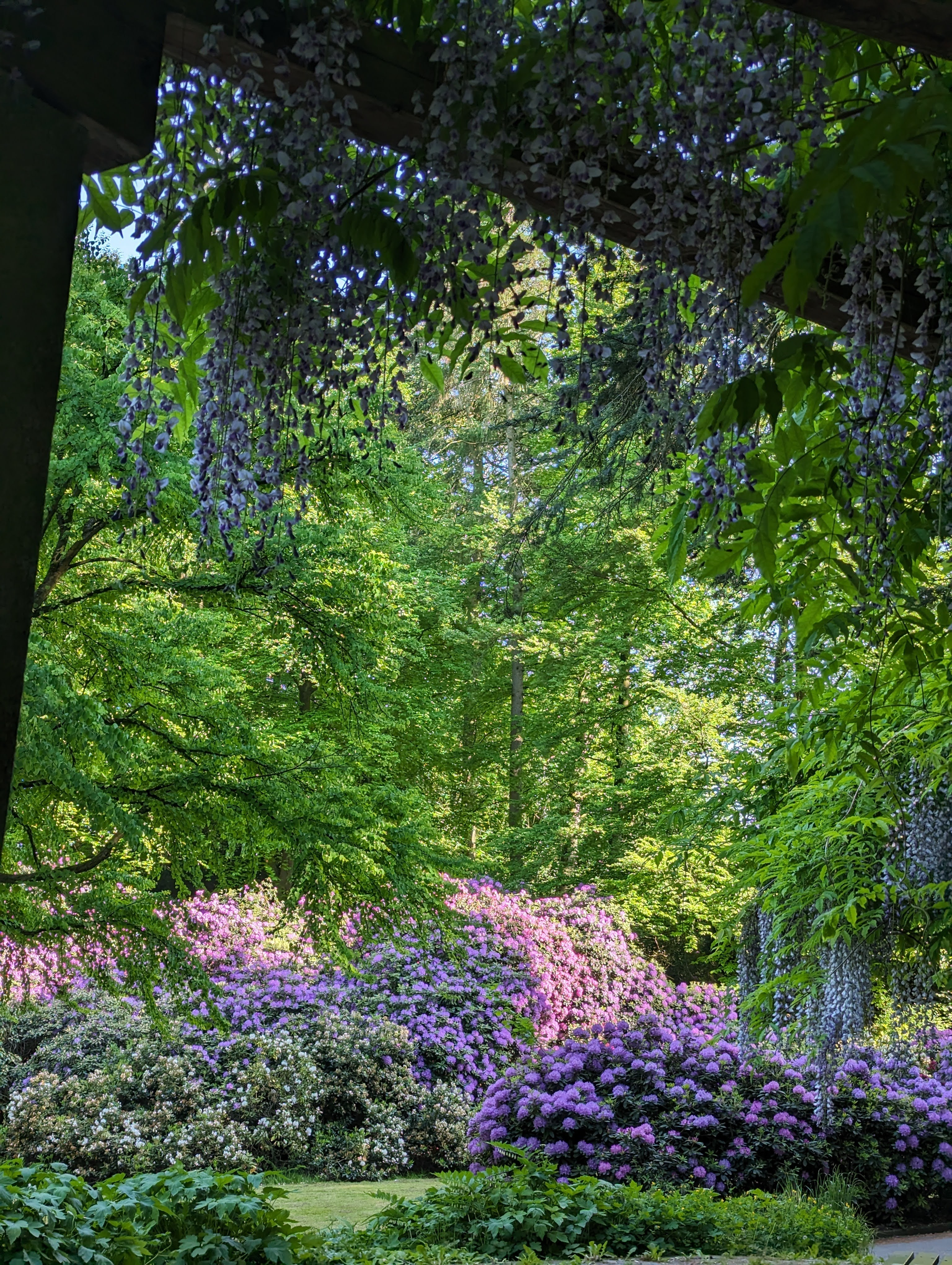
Im Sieben-Teiche-Park in Brake unter der Pergola mit Blauregen mit Blick auf die Rhododendronbüsche.

Inmitten eines schmalen Waldstücks entspringt der „Sieben-Teiche-Bach“, der durch die in Kaskaden aufgebauten „Sieben-Teiche“ fließt. Die beiden ersten Teiche sind heute eher sumpfig und lediglich bei Hochwasser als Teiche zu erkennen. Die Teiche drei bis sieben hingegen sind deutlich ausgebildet, über Mönche miteinander verbunden und werden Teich für Teich immer größer. Der letzte und siebte Teich ist der größte und gliedert sich an eine Parkanlage an. Dort gibt es prächtig blühende Rhododendron-Büsche und eine mit Blauregen überdachte schattige Pergola mit Sitzbänken. Außerdem ist ein Stück weiter eine eingezäunte Hundewiese. Nach dieser Hundewiese, im weiter östlichen Teil des Parks, für den man die Glückstädter Straße überqueren muss, gibt es einen Grillplatz, einen Spielplatz und Fitnessgeräte.

### Vereine
- Freiwillige Feuerwehr Löschabteilung Brake
- Turn- und Sportverein Brake von 1896 e. V. Mehrspartensportverein
- DLRG Brake e.V.
- Motorsportclub Brake e.V. im ADAC
- CVJM Brake
- Heimatverein Brake e.V.
- Reitverein Brake/Westf. e.V.
- AWO Ortsverein Brake

## Verkehr

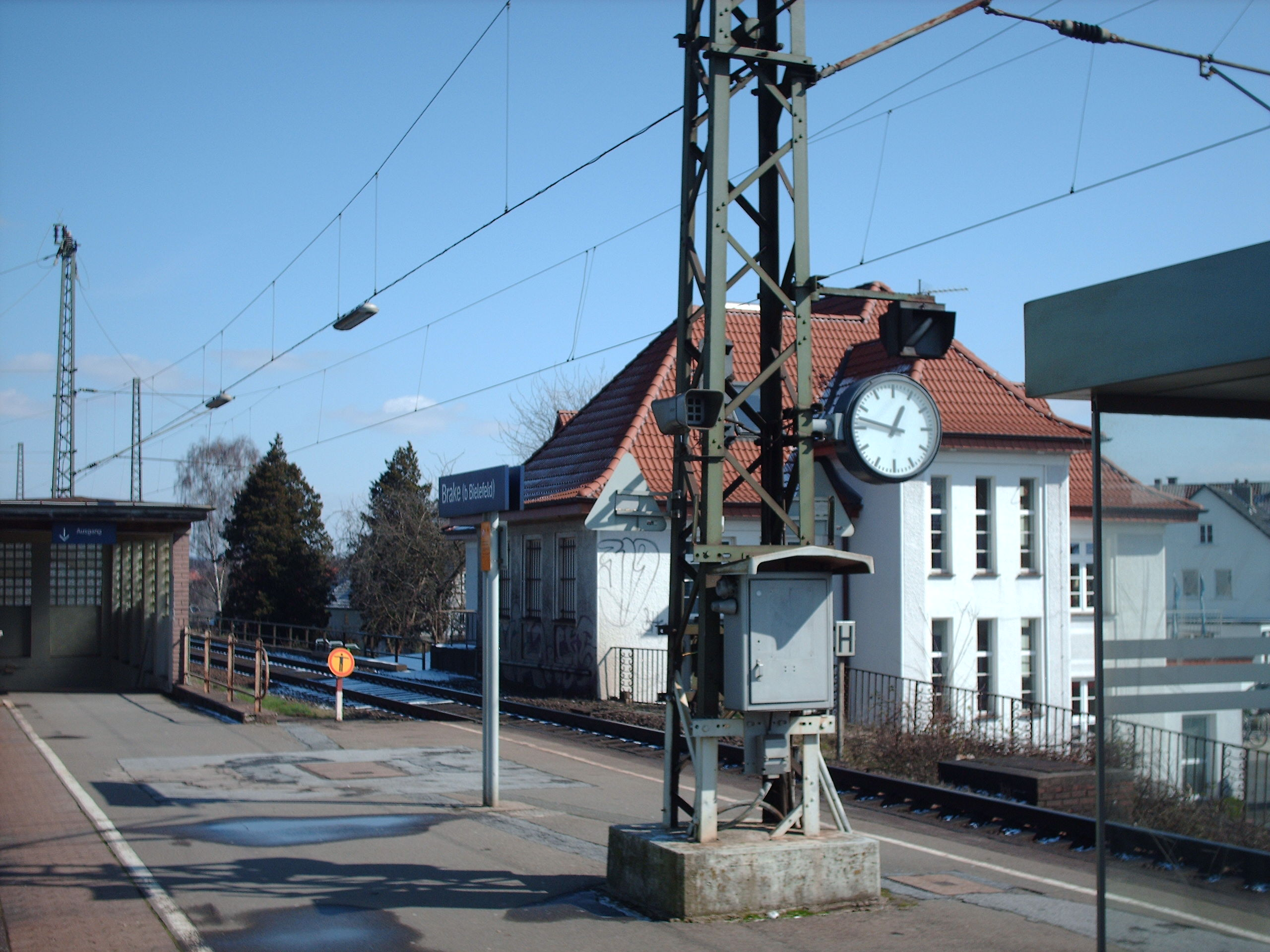
Haltepunkt Brake (b Bielefeld)

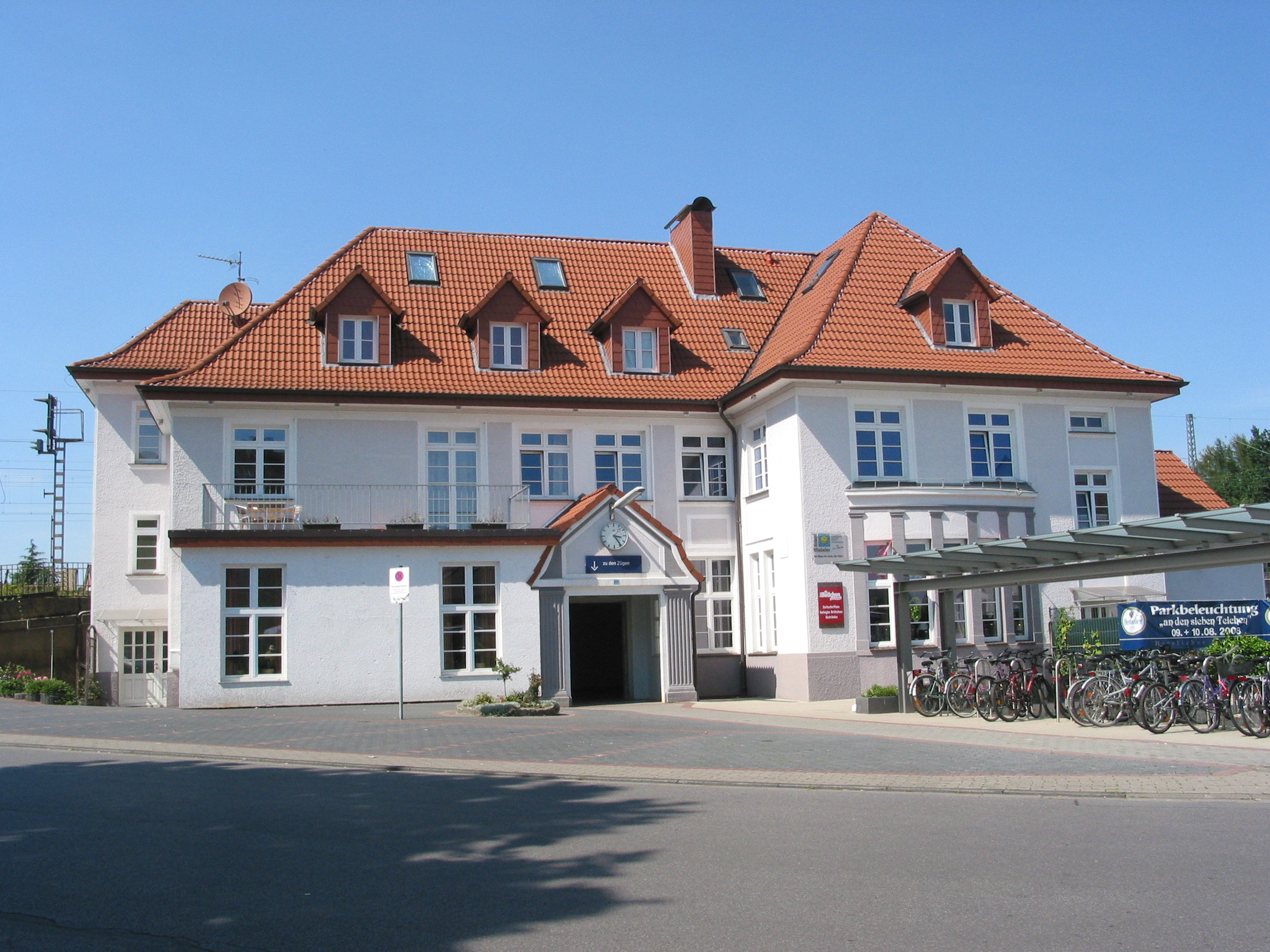
Bahnhofsgebäude Bielefeld-Brake

Brake liegt an der Bundesstraße 61 zwischen Bielefeld und Herford. Die Bundesautobahn A 2 kann an der drei Kilometer von Brake entfernten Anschlussstelle Ostwestfalen-Lippe in Bielefeld-Altenhagen erreicht werden. Von dort soll zukünftig die Ostwestfalenstraße bis Brake verlängert werden.
Der Haltepunkt Brake (b Bielefeld) an der Bahnstrecke Hamm–Minden wird im Stundentakt von den Regionalbahnen RB 61 Wiehengebirgsbahn und RB 71 Ravensberger Bahn (Betreiber jeweils: Eurobahn) bedient. Zusätzlich halten im Nachtverkehr einzelne Züge des RE 78.
| Linie | Verlauf | Takt    |
| ----- | --- | ------- |
| RB 61 | Wiehengebirgs-Bahn: Hengelo – Oldenzaal – Bad Bentheim – Schüttorf – Salzbergen – Rheine – Hörstel – Ibbenbüren-Esch – Ibbenbüren – Ibbenbüren-Laggenbeck – Osnabrück Altstadt – Osnabrück Hbf – Wissingen – Westerhausen – Melle – Bruchmühlen – Bünde (Westf) – Kirchlengern – Hiddenhausen-Schweicheln – Herford – Brake (b Bielefeld) – Bielefeld Hbf Stand: Fahrplanwechsel Dezember 2021 | 60 min  |
| RB 71 | Ravensberger Bahn: Rahden – Espelkamp – Lübbecke (Westf) – Bad Holzhausen – Mesch Neue Mühle – Bieren-Rödinghausen – Bünde (Westf) – Kirchlengern – Hiddenhausen-Schweicheln – Herford – Brake (b Bielefeld) – Bielefeld Hbf Stand: Fahrplanwechsel Dezember 2021 | 60 min  |
| RE 78 | Porta-Express: Nienburg (Weser) – Leese-Stolzenau – Petershagen-Lahde – Minden (Westf) – Porta Westfalica – Bad Oeynhausen – Löhne (Westf) – Herford – Bielefeld Hbf Stand: Fahrplanwechsel Dezember 2023 | 120 min |

Stadtbusse im Nahverkehr in Bielefeld der Linie 51 fahren nach Schildesche und Milse (Stadtbahn). Die Linie 30 fährt über Baumheide – Heepen – Stieghorst (Stadtbahn) – Lämershagen – Sennestadt nach Heideblümchen – (Schloß Holte). Der Regionalbus 101 fährt von Schildesche (Stadtbahn) nach Herford. Brake gehört zum Tarifverbund Westfalentarif.

## Persönlichkeiten
- Hans-Werner Sinn (* 1948), deutscher Ökonom, Autor und Hochschullehrer
- Jochen Distelmeyer (* 1967), deutscher Musiker
- Jan Distelmeyer (* 1969), deutscher Filmwissenschaftler und -kritiker